# CCPR
CCPRは日本のタレントキャスティングとPR事業をおこなう会社である。旧社名はCyberCasting&PR。